# Trećanica
Trećanica je brdo koje se prostire na području Grada Kaštela (područje naselja Kaštel Štafilića i Kaštel Novog) i općine Prgometa. Nalazi se jugoistočno od Labina. Najviši vrh je Velika Trećanica (600 mnv). S juga ga okružuju naselja Plano, Sadine i Rudine te Trećanica. Južno od brda je željeznička pruga Knin — Split. U sjevernom susjedstvu je Opor, koje se pruža prema istoku sve do prijevoja Malačke na koji se nastavlja brdo Kozjak.
Na Trećanici je u prvoj polovici 2003. godine splitska tvrtka SMS podignula mladi nasad maslina (43°33′55″N 16°17′26″E / 43.565357°N 16.290655°E), tada najveći u Dalmaciji. 
Tragovi prapovijesne ljudske nazočnosti su kamene gomile na padinama Trećanice i oko brijega Velog Bijaća.:66.
Na Trećanici se nalazi starohrvatsko groblje. Nalazi se na lokaciji Svećurju. Pruža se na blagoj padini kojom se ravnica Kaštelanskog polja postupno penje k masivu stožastoga brda Trećanice, koje sa sjeverozapada obrubljuje to polje.:178. Starohrvatsko groblje je na župnom groblju sela Žestinja, kasnije i oblikovano oko crkve sv. Jurja (43°34′04″N 16°18′26″E / 43.567733°N 16.307336°E).:198. Groblje je ukopište jednoga od zaselaka srednjovjekovnoga sela Žestinja u starohrvatskoj Kliškoj županiji.:sažetak
U blizini je željeznička pruga Split — Knin. 400 metara prema sjeveroistoku od crkve je spomen-park žrtvama željezničke nesreće u Rudinama.(43°34′11″N 16°18′42″E / 43.569838°N 16.311536°E)

## Vanjske poveznice
- Velika Trećanica Brod u boci. 15. studenoga 2016.